# Pontifício Instituto para as Missões Estrangeiras
Pontifício Instituto para as Missões Estrangeiras (em latim, Pontificium Institutum pro Missionibus Exteris; PIME) é uma sociedade de vida apostólica da Igreja Católica fundada pelo bispo Angelo Ramazzotti e outros prelados italianos da conferência episcopal da Lombardia no dia 1 de dezembro de 1850. Com sede em Roma desde 1951, esta organização essencialmente missionária junta leigos e padres seculares diocesanos comprometidos a trabalhar nas missões, sendo por isso um importante auxiliar da Congregação para a Evangelização dos Povos (antiga Propaganda Fide).
Atualmente o PIME, com cerca de 550 membros ao redor do mundo, está presente na Itália, Papua-Nova Guiné, Brasil, Estados Unidos da América, México, Camarões, Costa do Marfim, Guiné-Bissau, Bangladesh, Cambodja, Filipinas, Japão, Hong Kong (China), Índia, Tailândia, Birmânia, etc. Para além da sua tradicional e histórica base de recruta e formação na Itália, o PIME possui também entidades missionárias locais, sujeitas às respetivas conferências episcopais nacionais, no Brasil, na Tailândia, na Índia, nas Filipinas e na Birmânia. Promovendo a sua internacionalização num mundo cada vez mais globalizado, o PIME tem dois seminários na Itália, quatro na Índia, um no Brasil, um nas Filipinas e um nos EUA, admitindo como membros sacerdotes e leigos das mais variadas nacionalidades e etnias.

## Objetivos e carismas
- Ad gentes: anunciar o Evangelho aos que não são cristãos.
- Ad extra: os missionários saem dos seus países de origem, para pregar o Evangelho até aos confins da terra e sempre confiando em Deus.
- Ad vitam: ser missionários para toda a vida.
- Manter-se sempre juntos.

## História
O atual Pontifício Instituto das Missões Exteriores foi instalado na casa paterna de Angelo Romazzotti no dia 30 de Julho de 1850, em Saronno (Lombardia), sob a designação de "Seminário Lombardo para as Missões Estrangeiras". Esta criação foi inspirada nas ideias missionárias do Papa Pio IX, que sempre quis ter na Itália um instituto de clero diocesano e de leigos semelhante à Sociedade para as Missões Estrangeiras de Paris. No dia 1 de Dezembro de 1850, os bispos italianos da conferência episcopal da Lombardia assinaram o Ato de Fundação desta instituição, que em 1851 foi transferido para Milão. Neste documento, os bispos comprometeram-se a "fornecer sua cota de milícia apostólica para esta finalidade" de enviar missionários para fomentar as "missões além-fronteiras".
O Seminário Lombardo começou a sua atividade aceitando da Propaganda Fide as missões abandonadas ou recusadas por outras ordens religiosas. Na Itália, este seminário provincial contribuiu muito para a formação de um moderno movimento missionário italiano, através como por exemplo da difusão da Obra da Propagação da Fé e da Santa Infância; da fundação pelo padre Paulo Manna, P.I.M.E, da União Missionária do Clero (1916), que depois passou a chamar-se de Pontifícia União Missionária; da dinamização do clero italiano para a missionação; e da criação da primeira revista missionária italiana em 1872, o Le Missioni Cattoliche, que actualmente se designa por Mondo e Missione.
Com o tempo, o Seminário Lombardo foi obrigado a criar novas estruturas para sustentar o seu crescimento, porque os bispos lombardos desinteressaram-se pela sua manutenção, enviando cada vez menos padres diocesanos e recusando até os que voltavam das missões. Estas novas estruturas incluíam a sua primeira "casa apostólica" criada em 1911 em Monza, uma casa de repouso em Lecco para aqueles que retornavam das missões e vários seminários e centros de animação missionária e vocacional instaladas em diversas localidades italianas. Obedecendo às regras do Código de Direito Canónico de 1917, o Seminário Lombardo tornou-se num Instituto Pontifício, que passou a poder incardinar os seus missionários, desligando-os assim das dioceses de origem.
O nome propriamente dito do Pontifício Instituto das Missões (P.I.M.E.) surgiu somente em 1926, quando, por vontade do Papa Pio XI, o "Seminário Lombardo para as Missões além-Fronteiras" se uniu com o "Pontifício Seminário dos Santos Apóstolos Pedro e Paulo para as Missões além-Fronteiras", que foi fundado em 1871 pelo bispo Pietro Avanzini em Roma. Ao longo da sua existência, estes dois seminários enviaram missionários para vários países e regiões do mundo, com particular destaque para as ilhas Rook e Woodlark na Oceania, a China, o México, a Austrália, o Sudão, o Egipto, os Estados Unidos da América, a Birmânia, o Bangladesh, Hong Kong e as Filipinas, contribuindo assim de modo fulcral na criação de 40 dioceses em todo o mundo, especialmente na Ásia. Estes missionários tinham a originalidade de não serem religiosos, mas sim padres diocesanos ou leigos, sendo esta característica inovadora para a época designada actualmente de Fidei Donum.
Ao longo da sua existência, o Pontifício Instituto das Missões deu à Igreja Católica vários mártires, de entre os quais se destacam o padre italiano e beato Giovanni Battista Mazzucconi, mártir na ilha de Woodlark no dia 7 de Setembro de 1855; e o padre italiano e santo Alberico Crescitelli, mártir na China, mais concretamente em Yanzibian (Shaanxi), no dia 21 de Julho de 1900.

## PIME no Brasil
O PIME chegou ao Brasil em 1946 graças ao incentivo do Papa Pio XII, com o objetivo de evangelizar os nativos amazonenses. Com o passar dos anos o PIME estabeleceu três sedes no país: Manaus (AM), Macapá (AP) e São Paulo (SP). E hoje suas principais atividades são na Pastoral, nas paróquias onde está presente, na Animação Missionária e Vocacional e nos Meios de Comunicação Social com a Editora Mundo e Missão.

## Instituições associadas
Associado ao P.I.M.E estão as seguintes instituições, que partilham todas o mesmo espírito missionário que impulsionou a sua criação:
- A "Congregação das Missionárias da Imaculada" (MdI), fundada em 1936 por irmã Josefina Dones e Josefina Rodolfi e com forte contributo do padre Paulo Manna, P.I.M.E.. Actualmente, com cerca de 800 religiosas, está presente em vários países, desenvolvendo diferentes actividades ao lado dos missionários do P.I.M.E..[1][6][7]
- As "Missionárias Leigas", que reúne missionárias leigas consagradas para toda a vida.[1]
- A "Associação Leigos PIME" (ALP), que reúne leigos e voluntários, tanto homens como mulheres, que apenas se comprometem temporariamente, por um período mínimo de 3 anos, em projectos nas missões do P.I.M.E..[1][8]